# Apanteles bitalensis
Apanteles bitalensis är en stekelart som beskrevs av De Saeger 1944. Apanteles bitalensis ingår i släktet Apanteles och familjen bracksteklar. Inga underarter finns listade i Catalogue of Life.